# Emanuel Alvarez

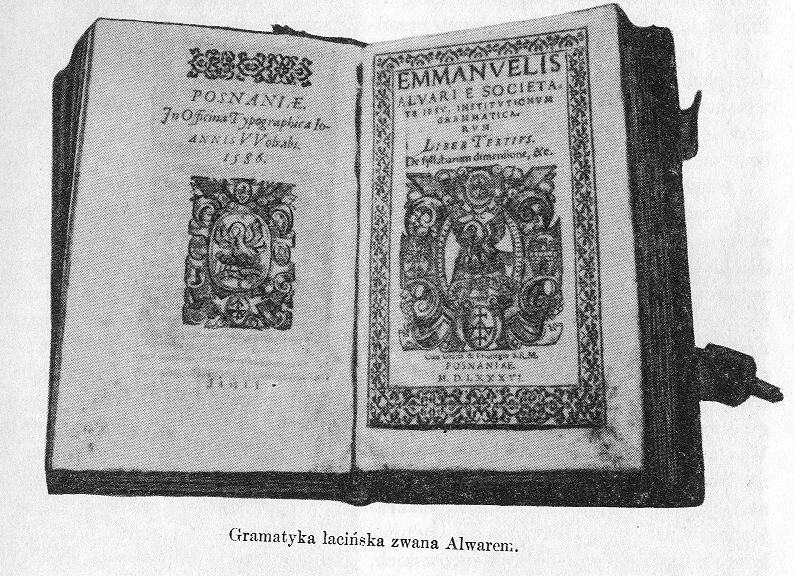
Alwar – fotografia z Encyklopedii staropolskiej Zygmunta Glogera

Emmanuel Alvarez, Manuel Álvares (ur. ok. 1526 w Ribeira Brava na Maderze, zm. 30 grudnia 1583 w Eworze) – portugalski jezuita i językoznawca, rektor kolegium w Coimbrze i Eworze, autor znanego podręcznika gramatyki łacińskiej De institutione grammatica (tzw. „alwar”) – wydany w 1572 roku w Lizbonie, a w 1577 również w Poznaniu. Alwar był w powszechnym użyciu – również w Polsce – i miał wiele wydań. Z podręcznika zrezygnowali dopiero pijarzy.